# SAIDE
SAIDE (offiziell Services Aériens Internationaux d’Egypte oder S.A.I.D.E.) war eine ägyptische Fluggesellschaft mit Sitz in Kairo.

## Geschichte
SAIDE wurde 1947 gegründet. Eigentümer waren zu 55 % ägyptische und zu 45 % italienische Kapitalgeber, die aus dem Konglomerat Fiat mit ihrer Tochtergesellschaft Fiat Aviazione bestanden. Von den einheimischen Investoren war die Misr Bank der größte.
Im Jahr 1948 wurden drei fabrikneue dreimotorige Fiat G.212CP aus der Produktion des Anteilseigners Fiat in die Flotte übernommen. Die von SAIDE eingesetzten drei viermotorigen Savoia-Marchetti SM.95 wurden mit 38 Passagiersitzen betrieben statt der bei Alitalia üblichen 20 und der 26 Sitze bei der ebenfalls italienischen LATI.
Die erste Strecke führte von Kairo über Alexandria und Athen nach Rom. Während der Sommermonate wurde sie ab 1949 bis nach Paris verlängert. Im selben Jahr wurde eine weitere Linie nach Italienisch-Libyen von Kairo über Alexandria und Bengasi nach Tripolis eingerichtet. Die Sommerstrecke nach Paris wurde 1950 mit einer Zwischenlandung in Mailand weiter betrieben. Die Tripolis-Strecke wurde nach Tunis im französischen Protektorat Tunesien verlängert, dafür entfiel aber die Landung in Alexandria.
Eine neue Verbindung nach Deutschland wurde im April 1951 eröffnet, indem der Flug nach Rom über München nach Frankfurt weitergeführt wurde. Im Herbst dieses Jahres wurde auch damit begonnen, dreimal wöchentlich Beirut über Rom anzufliegen. Diese umständliche Streckenführung wurde im Mai 1952 durch eine direkte Linie von Kairo nach Beirut ersetzt.
Im Juli 1951 übernahm die Regierung Ägyptens die von Fiat gehaltene Unternehmensbeteiligung von 45 %.
Im Jahr 1952 wurde SAIDE durch die staatliche ägyptische Fluggesellschaft Misrair übernommen. Am 1. Dezember 1952 wurde der eigene Flugbetrieb eingestellt, die profitable Strecke nach Tunis aber durch Misrair weiter beflogen.

## Flugziele
SAIDE war hauptsächlich auf den Betrieb internationaler Strecken ausgerichtet. Die Strecke von Kairo nach Alexandria war im Wesentlichen Bestandteil von Flügen ins Ausland, auch wenn dabei Passagiere befördert wurden, die nur auf dieser Teilstrecke reisten. In den Jahren von 1947 bis 1952 gab es sonst nur wenige einheimische Fluggesellschaften, die Afrika mit Ländern wie Italien, Frankreich, Deutschland und Griechenland verbanden, von Linien innerhalb Nordafrikas oder im arabischen Raum ganz zu schweigen. Im Jahr 1951 hatte das Streckennetz eine Länge von 4752 km (einfach gerechnet).

## Flotte
Während ihres Bestehens setzte SAIDE folgende Flugzeuge ein:
- 4 × Curtiss C-46 Commando (Luftfahrzeugkennzeichen SU-AFP, -AFS, -AFU, -AFV)
- 3 × Fiat G.212 (SU-AFE, -AFF, -AFX)
- 3 × Savoia-Marchetti SM.95 (SU-AFC, -AFD, -AGC)

## Basisdaten
Im Betriebsjahr 1951 wurden 1.311.105 km Streckenkilometer geflogen.

## Zwischenfälle
- Am 16. Oktober 1949 verunglückte eine Fiat G.212CP der SAIDE (Luftfahrzeugkennzeichen SU-AFX) beim Start vom Flughafen Alexandria (Ägypten). Die Maschine sollte nach Bengasi fliegen und wurde irreparabel beschädigt. Alle drei Besatzungsmitglieder, die einzigen Insassen, überlebten den Unfall.[9]